# Жіноча збірна Росії з хокею із шайбою
Жіноча збірна Росії з хокею із шайбою — жіноча збірна з хокею із шайбою, яка представляє Росію на міжнародних змаганнях. Утворена у 1994 році, коли Олімпійський комітет Росії ухвалив рішення про розвиток у країні жіночого хокею. Контроль і організацію здійснює Федерація хокею Росії (ФХР). Головний тренер — Валентин Гуреєв.
Перший офіційний матч відбувся 7 жовтня 1994 року проти збірної Латвії (4:1).
Станом на 2010 рік займає 6-е місце у світовому рейтингу ІІХФ.

## Історія
У 1994 році Олімпійським комітетом Росії було прийнято рішення про розвиток в країні жіночого хокею.
7 жовтня 1994 року у Льодовому палаці ЦСКА в рамках міжнародного турніру відбувся перший матч жіночої збірної Росії. Суперницями стала збірна Латвії. Більшість дебютанток були давно знайомі з хокеєм, але тільки з м'ячем, і навіть стали у складі збірної Росії чемпіонками Європи з рінкболу. У своєму першому матчі хокеїстки Росії здобули першу міжнародну перемогу — 4:1.
У наступному сезоні жіноча збірна Росії дебютувала на чемпіонаті Європи у групі В, який проходив у Данії 27—31 березня 1995 року.
5-й і останній чемпіонат Європи серед жіночих команд пройшов 23—28 березня 1996 року в Ярославлі. Збірна Росії, здобувши 4 перемоги і поступившись лише збірній Швеції, завоювала срібні медалі. До цього успіху команду привели головний тренер Валентин Єгоров і його помічник Юрій Балашов.
31 березня 1997 року жіноча збірна Росії дебютувала на чемпіонаті світу у канадському місті Кітченер. У підсумку команда посіла 6 місце.
На чемпіонаті світу у 2001 році збірна Росії посіла 3 місце, перемігши у матчі за бронзові медалі збірну Фінляндії. Головним тренером збірної тоді працював В'ячеслав Долгушин, якому допомагав Андрій Анісімов.
У 2002 році жіноча збірна Росії дебютувала на Олімпійських іграх у Солт-Лейк-Сіті і посіла 5 місце. Виступала на Олімпійських іграх 2006 і 2010 і займала 6 місце.

## Результати

### Виступи на чемпіонатах Європи
- 1989—1993 — не брала участі
- 1995 — перемога у «Групі Б», 7 місце в загальному заліку
- 1996 — Срібна медаль

### Виступи на чемпіонатах світу
- 1990—1994 — не брала участі
- 1997 — 6 место
- 1999 — 6 місце
- 2000 — 5 місце
- 2001 —  Бронзова медаль
- 2004 — 5 місце
- 2005 — 8 місце
- 2007 — 7 місце
- 2008 — 6 місце
- 2009 — 5 місце
- 2011 — 4 місце
- 2012 — 6 місце
- 2013 —  Бронзова медаль
- 2015 — 4 місце
- 2016 – Бронзові медалі
- 2017 – 5-е місце
- 2019 – 4-е місце
- 2021 – 5-е місце

### Виступи на Олімпійських іграх
- 1998 — не брала участі
- 2002 — 5 місце
- 2006 — 6 місце
- 2010 — 6 місце
- 2014 — 6 місце
- 2018 – 4 місце, як Спортсмени-олімпійці з Росії

## Склад команди

### Чемпіонат світу 2011
Склад команди на Чемпіонаті світу 2011:
| Позиція | Гравець                 | Зріст | Вага | Дата народження   | Місце народження     | Команда                    |
| ------- | ----------------------- | ----- | ---- | ----------------- | -------------------- | -------------------------- |
| В       | Ганна Проугова          | 174   | 62   | 20 листопада 1993 | Хабаровськ, Росія    | Торнадо Московська область |
| В       | Валентина Островляньчик | 169   | 59   | 3 червня 1988     |                      | СКІФ Нижній Новгород       |
| В       | Маргарита Монахова      | 169   | 65   | 26 квітня 1994    |                      | Атлант Московська область  |
| З       | Альона Хомич            | 168   | 55   | 26 лютого 1981    | Первоуральськ, Росія | СКІФ Нижній Новгород       |
| З       | Ганна Шукіна            | 171   | 84   | 5 листопада 1987  |                      | СКІФ Нижній Новгород       |
| З       | Ольга Пермякова         | 170   | 70   | 12 квітня 1982    | Челябінськ, Росія    | Торнадо Московська область |
| З       | Зоя Полуніна            | 170   | 64   | 12 червня 1991    | Серебрянь, Росія     | Торнадо Московська область |
| З       | Світлана Ткачова        | 169   | 59   | 3 листопада 1984  | Москва, Росія        | СКІФ Нижній Новгород       |
| З       | Олександра Капустіна    | 166   | 74   | 7 квітня 1984     | Полевськой, Росія    | СКІФ Нижній Новгород       |
| З       | Інна Дюбанок            | 168   | 72   | 20 лютого 1990    | Можайськ, Росія      | Торнадо Московська область |
| Н       | Ольга Сосіна            | 166   | 75   | 27 липня 1992     | Казань, Росія        | СКІФ Нижній Новгород       |
| Н       | Ія Гаврилова            | 173   | 67   | 3 вересня 1987    | Красноярськ, Росія   | Торнадо Московська область |
| Н       | Олександра Вафіна       | 164   | 57   | 28 липня 1990     | Алмати, Казахстан    | Факел Челябінськ           |
| Н       | Марина Сергіна          | 168   | 68   | 2 березня 1986    | Полярні Зорі, Росія  | Пантера Логойськ           |
| Н       | Катерина Смоленцева     | 170   | 64   | 15 вересня 1981   | Єкатеринбург, Росія  | СКІФ Нижній Новгород       |
| Н       | Ганна Семенець          | 173   | 78   | 12 серпня 1987    |                      | СКІФ Нижній Новгород       |
| Н       | Тетяна Буріна           | 164   | 70   | 20 березня 1980   | Новосибірськ, Росія  | Торнадо Московська область |
| Н       | Катерина Лебедєва       | 165   | 66   | 14 вересня 1989   | Єкатеринбург, Росія  | Факел Челябінськ           |
| Н       | Світлана Терентьєва     | 162   | 68   | 25 вересня 1983   | Первоуральськ, Росія | СКІФ Нижній Новгород       |
| Н       | Катерина Соловйова      | 174   | 64   | 20 червня 1991    |                      | Факел Челябінськ           |
| Н       | Галина Скиба            | 164   | 65   | 9 квітня 1984     |                      | Торнадо Московська область |

- Валентин Гуреєв — головний тренер
- Сергей Костюхін — асистент тренера
- Олексій Чистяков — асистент тренера

### Зимови Олімпійськи ігри 2010
Склад команди на зимових Олімпійських іграх 2010:
| Позиція | Гравець               | Зріст | Вага | Дата народження   | Місце народження     | Команда                       |
| ------- | --------------------- | ----- | ---- | ----------------- | -------------------- | ----------------------------- |
| В       | Ганна Проугова        | 174   | 62   | 20 листопада 1993 | Хабаровськ, Росія    | Торнадо Московська область    |
| В       | Ірина Гашеннікова     | 164   | 66   | 11 травня 1975    | Мамонтовка, Росія    | Торнадо Московська область    |
| В       | Марія Онолбаєва       | 178   | 78   | 25 грудня 1978    | Мурманськ, Росія     | Факел Челябінськ              |
| З       | Альона Хомич          | 168   | 55   | 26 лютого 1981    | Первоуральськ, Росія | СКІФ Нижній Новгород          |
| З       | Христина Петровська   | 170   | 64   | 3 червня 1980     | Солнечний, Росія     | Торнадо Московська область    |
| З       | Ольга Пермякова А     | 171   | 68   | 12 квітня 1982    | Челябінськ, Росія    | Торнадо Московська область    |
| З       | Зоя Полуніна          | 170   | 65   | 12 червня 1991    | Серебрянь, Росія     | Торнадо Московська область    |
| З       | Світлана Ткачова      | 170   | 63   | 3 листопада 1984  | Москва, Росія        | СКІФ Нижній Новгород          |
| З       | Олександра Капустіна  | 166   | 74   | 7 квітня 1984     | Полевськой, Росія    | СКІФ Нижній Новгород          |
| З       | Інна Дюбанок          | 166   | 53   | 20 лютого 1990    | Можайськ, Росія      | Торнадо Московська область    |
| Н       | Ольга Сосіна          | 160   | 66   | 27 липня 1992     | Казань, Росія        | СКІФ Нижній Новгород          |
| Н       | Ія Гаврилова А        | 173   | 67   | 3 вересня 1987    | Красноярськ, Росія   | Торнадо Московська область    |
| Н       | Олександра Вафіна     | 168   | 57   | 28 липня 1990     | Алмати, Казахстан    | Факел Челябінськ              |
| Н       | Марина Сергіна        | 168   | 68   | 2 березня 1986    | Полярні Зорі, Росія  | Торнадо Московська область    |
| Н       | Катерина Смоленцева К | 176   | 65   | 15 вересня 1981   | Єкатеринбург, Росія  | Торнадо Московська область    |
| Н       | Юлія Деуліна          | 173   | 62   | 14 квітня 1984    | Красногорськ, Росія  | СКІФ Нижній Новгород          |
| Н       | Тетяна Буріна         | 165   | 70   | 20 березня 1980   | Новосибірськ, Росія  | Торнадо Московська область    |
| Н       | Катерина Лебедєва     | 166   | 66   | 14 вересня 1989   | Єкатеринбург, Росія  | Динамо Єкатеринбург           |
| Н       | Світлана Терентьєва   | 163   | 69   | 25 вересня 1983   | Первоуральськ, Росія | СКІФ Нижній Новгород          |
| Н       | Тетяна Сотнікова      | 167   | 59   | 20 січня 1981     | Москва, Росія        | СКІФ Нижній Новгород          |
| Н       | Катерина Ананіна      | 172   | 62   | 13 червня 1991    | Єкатеринбург, Росія  | Спартак-Меркурій Єкатеринбург |

- Валентин Гуреєв — головний тренер
- Олексій Чистяков — асистент тренера
- Микола Урюпін — лідер команди
- Вадим Гребенюк — лікар команди
- Володимир Беляков — фізіотерапевт
- Максим Канарейкін — начальник команди